# William Eden Clarke
William Eden Clarke, teilweise auch Clark geschrieben (* Dezember 1863 im Saint Ann Parish; † 19. Januar 1940 in Kingston), war ein jamaikanischer Colonel und Polizeibeamter im britischen Kolonialpolizeidienst.

## Laufbahn
Clarke trat am 1. Dezember 1879 in den Dienst der Jamaica Constabulary Force (JCF) ein. 1890 wurde er zum Sub Inspector befördert. Während seiner Tätigkeit im Polizeidepot von 1901 bis 1908 wurde er 1902 zusammen mit dem damaligen Polizeichef Edward F. Wright im Rahmen der Aufstände in Montego Bay verwundet, die vor dem dortigen Gerichtsgebäude begannen. 1912 amtierte er als stellvertretender Polizeichef der JCF.
1913 wurde er auf den Posten des Polizeichefs der Barbados Police Force versetzt mit damit verbundener Beförderung zum Inspector General. 1915 wurde er in Britisch-Guayana Polizeichef der Guyana Police Force. In Britisch-Guayana war er zuletzt auch Präsident der Scout Association of Guyana, der nationalen Pfadfinderorganisation.
Ab 1918 war er als Polizeichef in seinem Heimatland tätig. Seine Zurruhesetzung erfolgte am 31. Mai 1925.